# بروس هيرمان
بروس هيرمان (بالإنجليزية: Bruce Herman)‏ هو فنان أمريكي، ولد في 1953 في مونتكلير ‏ في الولايات المتحدة.